# Bicorong
Bicorong is een bestuurslaag in het regentschap Pamekasan van de provincie Oost-Java, Indonesië. Bicorong telt 3983 inwoners (volkstelling 2010).